# 路易斯普格体育馆
路易斯普格体育馆（西班牙語：Palacio Velódromo Luis Puig）是位于西班牙瓦伦西亚市的一座田径体育馆。其主要用途为室内田径比赛。2008年3月在该馆举办了第12届世界室内田径锦标赛。该馆可容纳6500名观众。